# 大耶拉夫諾耶湖
52°37′N 111°29′E / 52.617°N 111.483°E
大耶拉夫諾耶湖（俄语：Большое Еравное озеро），是俄羅斯的湖泊，位於該國南部，由布里亞特共和國負責管轄，長14公里、寬13公里，面積104平方公里，集水區面積22.8平方公里。